# Kosuke Harada
Kosuke Harada (født 21. december 1977) er en tidligere japansk fodboldspiller.
Han har spillet for flere forskellige klubber i sin karriere, herunder Montedio Yamagata.